# Jolene (Lied)
Jolene ist ein Country-Song der US-amerikanischen Sängerin Dolly Parton. Das Stück erschien im Oktober 1973 vorab als Single und im Februar 1974 auf dem gleichnamigen Album. Der Text handelt von der Bitte einer Frau an eine Rivalin, ihr nicht den Mann zu nehmen.
Dolly Parton erreichte mit Jolene neben Platzierungen in den allgemeinen Singlecharts sowie Nummer-eins-Erfolgen in den Country-Charts der USA und Kanada auch Positionen in den Hitparaden einiger europäischer Länder. Darüber hinaus wurde sie für den Song zweimal für einen Grammy-Award nominiert. Auf der von der Musikzeitschrift Rolling Stone im Jahr 2021 aktualisierten Liste Die 500 besten Songs aller Zeiten belegte das Lied, von dem mehrere erfolgreiche Coverversionen veröffentlicht wurden, Platz 63.

## Text und Musik

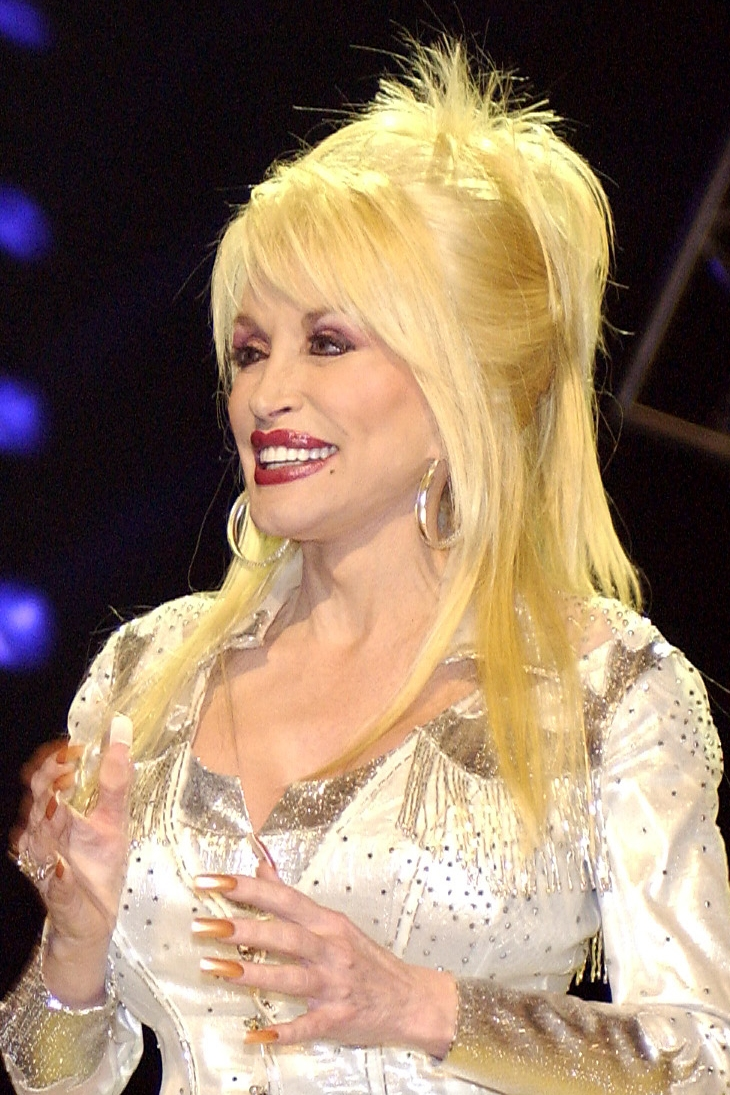
Dolly Parton (2005)

Im Text schildert das Lyrische Ich die verzweifelte, aber würdevoll vorgetragene Bitte an eine andere Frau mit dem Namen Jolene, ihr nicht den Mann wegzunehmen („[…] I’m begging of you please don’t take my man […]“). Sie verweist auf deren unvergleichliche Schönheit („[…] Your beauty is beyond compare […]“), beschreibt in Form von lyrischen Vergleichen wortreich die Farbe der Haare, der Haut und der Augen sowie das Lächeln und die Stimme von Jolene und gesteht ein, dass sie selbst sich nicht mit ihr messen kann („[…] And I cannot compete with you, Jolene […]“).
Darüber hinaus stellt sie dar, was ihr Mann für sie bedeutet („[…] But I could never love again, he’s the only one for me, Jolene […]“), und macht am Ende des Liedes ihr weiteres Schicksal von Jolenes Entscheidung abhängig („[…] My happiness depends on you, and whatever you decide to do, Jolene […]“). Es bleibt offen, wie sich Jolene verhält und welchen weiteren Verlauf damit das Leben und die Beziehung der Protagonistin nehmen. Das Lied lässt sich innerhalb der Country-Musik der Tradition der Cheatin' Songs zuordnen, die Ehebruch und vergleichbare Themen zum Inhalt haben.

## Entstehungsgeschichte
Nach Partons Angaben wurde sie zu dem Lied inspiriert, als sie erkannte, dass ihr Mann eine Mitarbeiterin seiner Bank attraktiv fand und deshalb offensichtlich die Bank häufiger als notwendig aufsuchte. Den Titel wählte sie, nachdem sie nach einem Konzert von einem Mädchen um ein Autogramm gebeten worden war und ihr der Name des Mädchens, Jolene, gut gefiel. Aufgenommen wurde das Lied am 22. Mai 1973 im RCA Studio B der Radio Corporation of America in Nashville.

## Kommerzieller Erfolg

### Chartplatzierungen
In den Vereinigten Staaten war Dolly Parton mit Jolene im Jahr 1974 insgesamt acht Wochen lang in den Billboard Hot 100 vertreten; die beste Platzierung während dieser Zeit war Rang 60 am 2. März 1974. In den Billboard Hot Country Songs erreichte der Titel am 2. Februar 1974 Platz 1. In Kanada belegte Jolene am 2. März 1974 Platz 84 in den RPM Top Singles, in denen sich das Lied insgesamt sechs Wochen lang platzieren konnte. In den von der Musikzeitschrift RPM veröffentlichten Country-Single-Charts erreichte es am 16. Februar 1974 ebenfalls Platz 1.
Das Lied war darüber hinaus auch in verschiedenen europäischen Ländern in den Charts vertreten. So belegte der Titel in den UK Singles Charts, in denen er 1976 zwölf Wochen lang vertreten war, am 19. Juli 1976 den siebten Platz. In Irland erreichte das Lied im selben Jahr in sechs Wochen Chartplatzierung als beste Position den achten Rang in den Charts. In Schweden war Jolene 2008 drei Wochen lang in den Charts vertreten, mit Rang 16 am 19. Juni 2008 als bester Position; in Dänemark belegte das Lied am 26. März 2010 den 19. Platz als höchste Position in zwei Wochen Chartplatzierung.

### Auszeichnungen für Musikverkäufe
| Land/Region                  | Auszeichnungen für Musikverkäufe (Land/Region, Auszeichnung, Verkäufe) | Verkäufe  |
| ---------------------------- | ---------------------------------------------------------------------- | --------- |
| Australien (ARIA)            | 3× Platin                                                              | 210.000   |
| Dänemark (IFPI)              | Platin                                                                 | 90.000    |
| Neuseeland (RMNZ)            | 4× Platin                                                              | 120.000   |
| Norwegen (IFPI)              | Platin                                                                 | 60.000    |
| Schweden (IFPI)              | 3× Platin                                                              | 240.000   |
| Spanien (Promusicae)         | Gold                                                                   | 30.000    |
| Vereinigte Staaten (RIAA)    | 3× Platin                                                              | 3.000.000 |
| Vereinigtes Königreich (BPI) | 3× Platin                                                              | 1.800.000 |
| Insgesamt                    | 1× Gold · 18× Platin ·                                                 | 5.550.000 |

## Auszeichnungen
Jolene wurde in den USA 1975 in der Originalversion und 1976 in einer Live-Aufnahme jeweils für einen Grammy Award in der Kategorie „Best Female Country Vocal Performance“ nominiert. Die Verwertungsgesellschaft BMI verlieh dem Titel 1974 in den Kategorien Pop und Country jeweils einen BMI Award sowie 1990 einen Million-Air Award für mehr als eine Million Ausstrahlungen im Radio.
Von der Nashville Songwriters Association International erhielt Dolly Parton für Jolene sowohl 1974 als auch 1975 einen Songwriter Achievement Award. In Großbritannien wurde der Titel 1976 mit dem Country Music Award in der Kategorie „Single of the Year“ ausgezeichnet. 2004 wählte die Musikzeitschrift Rolling Stone das Lied auf Rang 217 seiner Liste Die 500 besten Songs aller Zeiten. Eine Coverversion des Liedes von der A-cappella-Band Pentatonix gemeinsam mit Dolly Parton gewann 2017 den Grammy in der Kategorie „Best Country Duo/Group Performance“.

## Coverversionen
Von Jolene erschienen Coverversionen verschiedener Musiker aus unterschiedlichen musikalischen Genres. Bereits 1976 veröffentlichte die englisch-australische Sängerin Olivia Newton-John eine eigene Version des Liedes, weitere Fassungen erschienen unter anderem 1985 von der schottischen Indie-Pop-Band Strawberry Switchblade, 2001 von der australischen Sängerin Sherrié Austin, 2004 von der amerikanischen Garage-Rock-Band The White Stripes, 2006 von der amerikanischen Punkrock-Band Me First and the Gimme Gimmes sowie 2008 von der britischen Sängerin Sophie Ellis-Bextor als Teil des Soundtracks zur britischen Fernsehserie Beautiful People. In den UK-Single-Charts erreichte die Strawberry-Switchblade-Fassung am 5. Oktober 1985 den 53. Platz und die White-Stripes-Version am 27. November 2004 in einer Live-Aufnahme den 16. Platz.
Die britische Band The Sisters of Mercy spielte Jolene oft während ihrer Konzerte. 2015 entstand eine Coverversion von BossHoss und den Common Linnets, die auf dem Album Dos Bros erschien. Hoss Power, Sänger und Gitarrist der Band, bezeichnete das Original als „Welthit für die Ewigkeit, den man eigentlich gar nicht besser machen kann“.
Die A-cappella-Band Pentatonix veröffentlichte im September 2016 gemeinsam mit Dolly Parton eine Cover-Version, die Chart-Platzierungen in mehreren Ländern erreichte, so unter anderem Platz 18 in den Billboard Hot Country Songs, Platz 84 in den Canadian Hot 100 und Platz 92 in den Australischen Musikcharts. Kommerziell erfolgreich war auch Beyoncés Interpretation des Titels aus ihrem 2024 erschienenen Country-Album Cowboy Carter. In dieser Version wurde der Text dahingehend verändert, dass die Erzählerin Jolene nun nicht länger anfleht, ihren Mann nicht zu stehlen, sondern sie stattdessen warnt und ihr klarmacht, dass sie selbst die Stärkere sei und gutes Aussehen nicht ausreiche, um ihr den Freund auszuspannen.
Neben bekannten nahmen auch zahlreiche weniger bekannte Künstler und Bands das Stück in ihr Repertoire auf: das deutsche Straßenfolk-Duo Gee Gee & Soluna oder die als Projekt der Schauspielerin Jasmin Tabatabai agierende Frauen-Country-Band Even Cowgirls Get the Blues. Eine weitere Version stammt von der deutschen Schauspielerin Heike Makatsch; eine Instrumentalversion spielte James Last mit seinem Orchester ein. Stilistisch orientiert sich die überwiegende Mehrzahl der Coverversionen am vorgegebenen Rahmen der traditionellen Country-Ballade, und die meisten dieser Versionen stammen von Sängerinnen.
Von Dolly Parton gibt es neben der Ur-Version mehrere Live-Einspielungen, etwa auf der CD Live in London, sowie im Duett mit anderen Künstlern, so beispielsweise bei einem Live-Auftritt anlässlich des amerikanischen Unabhängigkeitstages im Juli 2010 gemeinsam mit ihrer Patentochter Miley Cyrus. Während der Grammy-Verleihung 2011 spielten Norah Jones, John Mayer und Keith Urban gemeinsam eine Coverversion von Jolene zu Ehren von Dolly Parton, die im Rahmen dieser Veranstaltung einen Grammy Lifetime Achievement Award für ihr Lebenswerk erhielt.
Eine eher sarkastisch-kritische Adaption des Songs spielte 1995 die britische Singer-Songwriterin und Punkmusikerin Kirsty MacColl ein. Musik und Text des Liedes Caroline hatte MacColl zwar neu geschrieben. In einem Interview bekannte sie allerdings, das von Melodie und Tempo her recht ähnlich klingende Lied bewusst als Antwortsong auf Jolene konzipiert zu haben.
Das Portal cover.info listet im Juli 2024 70 Coverversionen auf. Stilistisch reicht das Spektrum eingespielter Coverversionen von Psychobilly über klassischen Country und Bluegrass (Alison Krauss, Rhonda Vincent) bis hin zur Elektronischen Musik.